# شريط شائك

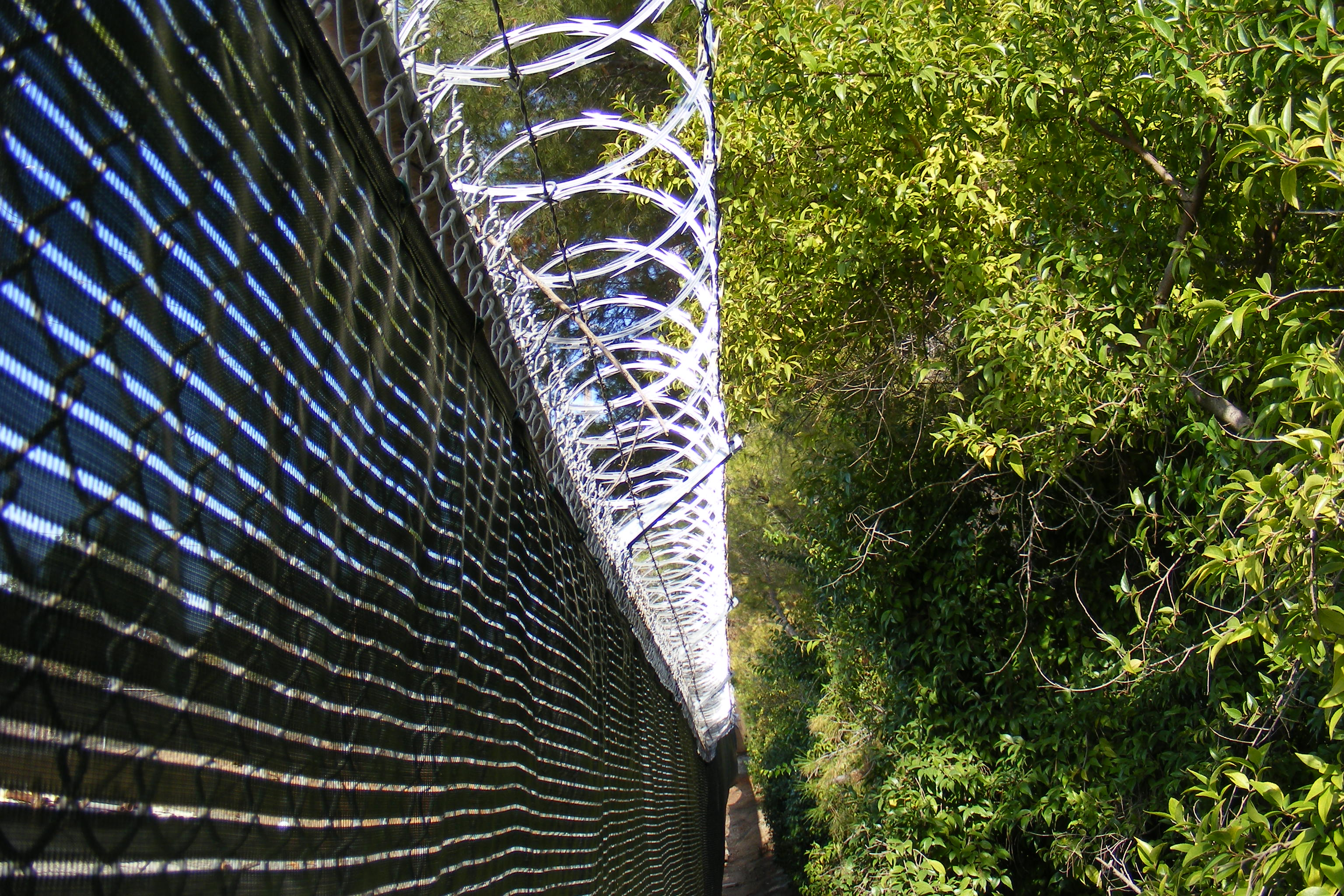
أسلاك شائكة

شريط شائك أو الأسلاك الشائكة هي شبكات من الشرائط المعدنية ذات الحواف الحادة التي يكون هدفها هو منع مرور البشر للمنطقة الأخرى.
يتم تصميم شفرات متعددة في السياج  لإلحاق جروح خطيرة لأي شخص يحاول تسلقها وبالتالي يكون لها تأثير نفسي قوي لردع الناس.